# Nereju
Nereju est une commune roumaine située dans le județ de Vrancea.